# Samastipur (distrikt)
Samastīpur är ett distrikt i Indien.   Det ligger i delstaten Bihar, i den nordöstra delen av landet, 900 km öster om huvudstaden New Delhi. Antalet invånare är 4 261 566.
Följande samhällen finns i Samastīpur:
- Samastipur
- Rusera
- Dalsingh Sarai
- Mohiuddinnagar